# لجنة الأمم المتحدة المؤقتة لكوريا
لجنة الأمم المتحدة المؤقتة لكوريا (UNTCOK) كانت هيئة تشرف على الانتخابات في كوريا الجنوبية في مايو 1948. وكانت اللجنة في البداية تتألف من تسع دول، لعبت أستراليا وكندا وسوريا دوراً مخادعاً بمقاومتها لخطط الولايات المتحدة بإجراء انتخابات منفصلة في كوريا الجنوبية. وكان هذا الموقف متوافقا مع المعتدلين الكوريين كيم كو وكيم كيو سيك.
لكن الاتحاد السوفيتي الذي كان يسيطر على كوريا الشمالية عارض هذه الخطوة ورفض عمل اللجنة الأممية في الشمال، ولم يتم الاعتراف بهذه الانتخابات حيت جادل السوفييت بأن اللجنة تخرق اتفاقيات موسكو لعام 1945. وتنتهك المادتين 32 و 107 من ميثاق الأمم المتحدة. إذ تشترط المادة 32 استشارة كلا طرفي النزاع، لكن لم تتم دعوة الممثلين الكوريين من كوريا الشمالية والجنوبية لمخاطبة الأمم المتحدة. كذلك، رفضت المادة 107 الولاية القضائية للأمم المتحدة فيما يتعلق بقضايا المستوطنات بعد الحرب.
نظمت لجنة الأمم المتحدة المؤقتة انتخابات عامة في الجنوب، عُقدت في 10 مايو 1948. تأسست جمهورية كوريا الجنوبية وأصبح إي سنغ مان رئيسًا، لتَحل الجمهورية محل الاحتلال العسكري الأمريكي بصفة رسمية في 15 أغسطس. أما في الشمال، فقد تأسست جمهورية كوريا الديمقراطية الشعبية في 9 سبتمبر، وشغل كم إل سونغ منصب رئاسة الوزراء. غادرت القوات السوفيتية المحتلة الشمال في 10 ديسمبر، وغادرت القوات الأمريكية في العام التالي، إلا أن المجموعة الاستشارية العسكرية الكورية التابعة للولايات المتحدة بقت لتدريب القوات المسلحة الكورية.
ونتيجة لذلك، قامت في شبه الجزيرة الكورية دولتان تتعارضان سياسيًّا واقتصاديًّا واجتماعيًّا. كلا الحكومتين المتعارضين عدت نفسها حكومة على كل كوريا، ورأت كلتاهما التقسيم مؤقتًا.